# 特蕾西婭·維迪阿斯土蒂
特蕾西婭·維迪阿斯土蒂（1954年—），印尼已退役女子羽球運動員。
在1975年的優霸盃決賽中，印尼隊再一次與日本隊競爭，並以5:2的比分首次獲得冠軍。特蕾西婭·維迪阿斯土蒂在第一點單打以7:11和1:11輸給湯木博惠，但她與黃祖金搭檔的雙打贏了兩點，分別擊敗湯木博惠、池田美加組合與竹中悅子、相澤マチ子組合。1978年，日本以5比2擊敗印尼而奪回優霸盃冠軍。這一次她與芮吉娜·馬斯里搭檔雙打，分別輸給高田幹子、德田敦子組合與中山紀子、植野惠美子組合。三年後，印尼隊在決賽中再度輸給日本隊，她重新黃祖金搭檔上陣，不過這回兩點雙打都輸球，對手分別是德田敦子、米倉良子組合與近藤小織、高田幹子組合。
在個人項目中，特蕾西婭·維迪阿斯土蒂與黃祖金一起在1974年的亞運會羽球比賽中獲得女子雙打銀牌。在1978年，她與露絲·達馬央提一起獲得女子雙打銅牌，並與陳金德一起獲得混合雙打銀牌。1975年，她在全英羽球公開賽與黃祖金一起獲得女子雙打亞軍。一年後，她與蕾吉娜·馬斯里一起獲得亞洲羽球錦標賽女子雙打冠軍。